# Alfred Poźniak
Alfred Poźniak (ur. 11 lutego 1856, zm. ?) – oficer c. i k. armii, pułkownik Wojska Polskiego.

## Życiorys
Urodził się 11 lutego 1856. Został oficerem c. i k. armii. W październiku 1906 w stopniu podpułkownika 100 pułku piechoty został przeniesiony na własną prośbę w stan spoczynku – wówczas cesarz Franciszek Józef I wyraził mu najwyższe uznanie i zastrzegł użycie go w razie mobilizacji. W 1907 w stopniu podpułkownika zamieszkiwał w Krakowie przy ulicy Garbarskiej 1. Po odzyskaniu przez Polskę niepodległości w 1918 został przyjęty do Wojska Polskiego. W 1923, 1924 był pułkownikiem w stanie spoczynku. W latach 20. zamieszkiwał we Lwowie. W 1934 jako pułkownik piechoty w stanie spoczynki był przydzielony do Oficerskiej Kadry Okręgowej nr VI jako oficer w dyspozycji dowódcy OK VI i pozostawał wówczas w ewidencji Powiatowej Komendy Uzupełnień Lwów Miasto.
Działał społecznie. Tuż po wojnie zamieszkując we Lwowie był członkiem czynnym zwyczajnym Wydziału Towarzystwa dla Popierania Nauki Polskiej we Lwowie. Do 1923 był skarbnikiem Towarzystwa Polskiego Żałobnego Krzyża dla okręgu lwowskiego, a po przekształceniu organizacji (1925) był skarbnikiem miejskiej ekspozytury we Lwowie. 8 marca 1925 został wybrany skarbnikiem Polskiego Towarzystwa Heraldycznego we Lwowie. W latach 30. był członkiem zwyczajnym Kasyna i Koła Literacko-Artystycznego we Lwowie.